# Spacer (album)
Spacer – minialbum polskiego rapera Tede oraz Szyny. Album ukazał się 20 listopada 2012 nakładem wytwórni Wielkie Joł. Producentem muzycznym na płycie jest Tede.

## Lista utworów
1. "Intro"  (gościnnie: DJ Pete) – 2:33
2. „Źle, dobrze, najlepiej"  (gościnnie: DJ Klasyk) – 4:14
3. „W swoją stronę”  (gościnnie: Shot) – 3:43
4. „Piotruś Pan" – 3:44
5. „Pustka”  (gościnnie: DJ Pete) – 2:35
6. „Bez wytchnienia”  (gościnnie: Seta, DJ Klasyk) – 5:05
7. „Zapach” – 3:32
8. „Doping”  (gościnnie: DJ Klasyk) – 3:37
9. „Nocny włóczykij” – 2:36
10. "One shot" (gościnnie: Zgrywus) – 4:13